# Antonio Quiroga
Pour les articles homonymes, voir Quiroga.
Antonio Quiroga  (1784-1841) était un général espagnol.
Né à Betanzos en Galice, il fut traduit devant un conseil de guerre comme complice de Porlier, mais fut acquitté.
Il trempa néanmoins dans le complot du comte de l'Abisbal et l'insurrection de San Fernando en 1820, et fut nommé par les insurgés capitaine général de la Galice. Après avoir en vain défendu la Corogne contre les Français en 1823, il se réfugia en Angleterre.
De retour en Espagne après la mort de Ferdinand VII, il fut d'abord accueilli avec enthousiasme ; mais bientôt sa modération déplut aux exaltés, et il fut obligé de se retirer en Galice, où il mourut oublié.

## Manteau à la Quiroga
La cape espagnole à la mode à partir de 1823, aussi appelée manteau à la Quiroga, trouve son origine dans l’expédition d’Espagne de 1823, menée par la France avec pour but de rétablir le roi Ferdinand VII sur le trône et ainsi remplacer la monarchie constitutionnelle du Triennat libéral par une monarchie absolue. Les libéraux, par opposition aux royalistes, nommèrent leur manteau du nom du général Antonio Quiroga qui fut un des chefs de l’insurrection de l’armée espagnole sur l’île de León, et portèrent la cape à sa manière : rejetée sur l’épaule. Le manteau perdit peu à peu sa connotation politique. La mode aidant, libéraux et royalistes portèrent finalement le même manteau mais l’un était en velours cramoisi, l’autre en velours noir. La mode préfèrera ensuite la redingote. 
En particulier, peu après 1824 et pendant un temps, les élèves de l'École polytechnique adoptèrent cette cape espagnole avec la dénomination manteau à la chiroga qu’ils portaient rejeté sur l’épaule.

## Source
- Marie-Nicolas Bouillet  et Alexis Chassang (dir.), « Antonio Quiroga » dans Dictionnaire universel d’histoire et de géographie, 1878 (lire sur Wikisource)
- Notices d'autorité :   - VIAF
  - ISNI
  - LCCN
  - GND
  - Espagne
  - Argentine
  - WorldCat
- Ressource relative aux beaux-arts :   - British Museum
- Notices dans des dictionnaires ou encyclopédies généralistes :   - Deutsche Biographie
  - Diccionario Biográfico Español
  - Enciclopedia italiana
  - Treccani